# Штефан Ковач
Штефан Ковач (Неделица, 28. август 1910 — Ганчани, 18. октобар 1941), учесник Народноослободилачке борбе и народни херој Југославије.

## Биографија
Родио се у Неделици, 28. августа 1910. године. Након завршене основне школе, завршио је гимназију у Мурској Соботи, а затим је уписао Правни факултет у Љубљани. Дипломирао је 1935. и запослио се као приправник код адвоката, др Александра Валија. Кажњен је новчано, зато што је покушао да онемогући због првака ЈРЗ, министра др Крека у Доњој Лендави. Други пут је био кажњен због револуционарног говора 1. августа 1937. на такмичењу младих. У Комунистичку партију Југославије (КПЈ) примљен је 1938. године.
Говорио је на великом броју скупова, а његов рад у Прекомурју је прекинут када је интерниран у Билећу. Из логора је пуштен, али је послат у село Радможанци, где је био осам месеци под сталним полицијским надзором. У лето 1940. је установљено Прекомурско партијско окружје, а Штефан је постао први секретар. Након Треће конференције КПС, изабран је за кандидата ЦК КПС.
Позван је 8. марта 1941. године на војну вежбу. Рат га је затекао у касарни Словенској Бистрици. Немци су га заробили, али је успео да побегне и затим се склонио у својој кући у Неделици. У Прекомурју које је прикључено Мађарској почињао је отпор. У кући Штефана Ковача била је смештена партијска техника. У целом Прекомурју почело је растурање летака и саботажа. Крајем септембра, почела су хапшења припадника Народноослободилачког покрета (НОП).
У ноћи између 17. и 18. октобра требало је да се одржи састанак Окружног комитета у шуми, у близини Ганчана. Мађарска полиција је сазнала за састанак и поставила заседу. Том приликом је убијен Штефан Ковач, а Винко Мегла је успео да побегне.
Указом Президијума Народне скупштине ФНР Југославије, 20. децембра 1951. године, проглашен је за народног хероја Југославије.